# Papallona negra (pel·lícula de 2011)
Papallona negra (títol original en suec, Maria Wern – Svart fjäril) és el tercer llargmetratge basat en la inspectora Maria Wern, protagonitzada per Eva Röse. La pel·lícula segueix la investigació de l'assassinat d'una mèdium que apareix morta a la seva pròpia consulta. Poc després, tenen lloc dos assassinats de la mateixa manera i comença la recerca d'un assassí en sèrie, mentre que la Maria Wern té problemes amb l'Arvidsson. La pel·lícula està basada en el llibre homònim d'Anna Jansson, que es va publicar l'any 2005. A més d'Eva Röse, el repartiment també inclou Peter Perski i Allan Svensson. S'ha doblat al valencià per a À Punt, que va estrenar-lo el 2 de juliol de 2023.